# Mário Esteves de Oliveira
Mário Esteves de Oliveira (27 de Fevereiro de 1944 - 26 de Julho de 2019) foi um advogado e professor universitário português.

## Biografia

### Nascimento e formação
Nasceu em 27 de Fevereiro de 1944. Tirou a licenciatura em direito na Faculdade de Direito da Universidade de Coimbra.

### Carreira profissional
Começou a sua carreira como jurisconsulto em 1972, tendo sido responsável por mais de seiscentos pareceres doutrinários.
Destacou-se como uma das principais figuras no crescimento da cultura jurídico-administrativa portuguesa no período após a Constituição de 1976. Entre 1971 e 1972 exerceu como assistente de Direito Administrativo na Faculdade de Direito da Universidade de Coimbra, tendo assumido, entre 1973 e 1975, a regência da da disciplina de Instituições Públicas da Vida Económica, no Instituto Superior de Ciências Sociais e Políticas, e entre 1977 e 1986, da disciplina de Direito Administrativo na Faculdade de Direito da Universidade de Lisboa. Também ensinou o curso de Mestrado em Direito Público, na Universidade Lusíada, e foi professor convidado nos cursos de mestrado e pós-graduação em Ciências Jurídico-Políticas, na Faculdade de Direito da Universidade de Coimbra e na Faculdade de Direito da Universidade de Lisboa.
Fez a sua inscrição na Ordem dos Advogados em 17 de Dezembro de 2004, como especialista em direito administrativo. Em Maio desse ano, o presidente da Câmara de Lisboa, Pedro Santana Lopes, contratou Mário Esteves de Oliveira e o seu filho, Rodrigo Esteves de Oliveira, para fazer o  recurso à decisão do Tribunal Administrativo, que tinha ordenado a suspensão das obras da construção do Túnel do Marquês devido à falta de um estudo de impacte ambiental.
Também escreveu vários livros sobre a área do direito, tanto público como administrativo. Tornou-se numa importante referência sobre estes temas, tendo sido orador em vários congressos e seminários, e sido frequentemente procurado por entidades públicas e privadas e por outros profissionais.
Quando faleceu, era o sócio sénior da empresa de advocacia Vieira de Almeida & Associados, na qual se tinha integrado em 2006.

### Falecimento
Faleceu em 26 de Julho de 2019, aos 75 anos de idade. O funeral teve lugar dois dias depois, na Basílica da Estrela.

## Homenagens
Na sequência do seu falecimento, a Ordem dos Advogados emitiu uma nota de pesar. Também foi recordado pela empresa Vieira de Almeida & Associados como um dos principais juristas portugueses.
Em Setembro de 2017, foi publicada a obra Estudos em Homenagem a Mário Esteves de Oliveira, de Pedro Costa Gonçalves, onde se reuniram textos de diversos autores em sua homenagem.

## Obras publicadas
- Instituições Públicas da Vida Económica (1973-1974)
- Lições de Direito Administrativo (1977)
- Direito Administrativo (Volume I, 1980)
- Código de Procedimento Administrativo Comentado (1993)
- Concursos e Outros Procedimentos de Adjudicação Administrativa. Das Fontes às Garantias (1998)
- Código de Processo nos Tribunais Administrativos - Anotado (2004)
- Código de Processo nos Tribunais Administrativos, volume I (2006) (com  Rodrigo Esteves de Oliveira)
- Código dos Contratos Públicos e legislação complementar - Guias de Leitura e Aplicação (2008) (coordenador)
- Código do Procedimento Administrativo - Comentado (2010) (com João Pacheco de Amorim e Pedro Costa Gonçalves)
- Privatizações e Reprivatizações - Comentário à Lei-Quadro das Privatizações (2011) (com outros autores)
- Lei da Arbitragem Voluntária (2014)
- Concursos e outros Procedimentos de Contratação Pública (2016) (com Rodrigo Esteves de Oliveira)